# Girlfriend (Avril-Lavigne-Lied)
Girlfriend (englisch für „Freundin“) ist ein Lied der kanadischen Rock- und Pop-Sängerin Avril Lavigne aus dem Jahr 2007. Das Stück war die erste Auskopplung aus Lavignes Studioalbum The Best Damn Thing und wurde am 19. Februar 2007 als Single veröffentlicht. Geschrieben wurde der Titel neben der Interpretin selbst von Lukasz Gottwald. Girlfriend ist mit über acht Millionen verkauften Exemplaren in 72 verschiedenen Ländern die erfolgreichste Single von Avril Lavigne und auch die weltweit meistverkaufte Single des Jahres 2007.

## Hintergrund
In Deutschland wurde der Song am 30. März 2007 als Single veröffentlicht. Es handelt sich um die erste Singleauskopplung ihres Albums The Best Damn Thing. Nach Girlfriend folgten als Single die Lieder When You’re Gone, Hot und The Best Damn Thing.
Am 18. Juli 2008 wurde das Musikvideo zu Girlfriend das meistgesehene Video auf YouTube. Es war das erste Video auf YouTube, das 100 Millionen Aufrufe überschritt. Heute zählt es 646 Millionen Aufrufe. Regie führte bei dem Musikvideo The Malloys.

## Rezeption

### Rezensionen
laut.de befand zu Girlfriend in der Albenkritik: „Im Opener „Girlfriend“ – gleichzeitig die erste Single – argumentiert Avril Lavigne: „I don't like your girlfriend, I think you need a new one, I could be your girlfriend“. Ich stelle mir die Erklärung des Typen vor, der nach diesem Vortrag seine Freundin verlässt: „Du, da gibt's dieses Mädel, das mag Dich nicht. Deswegen bin ich jetzt mit ihr zusammen, sie hat sich angeboten.“ Teenage Niederträchtigkeit! Poppig untermalt inszeniert sich Avril Lavigne als Queen Bitch („Hell yeah, I'm the motherfucking princess“), die den Jungen aus seiner tristen Beziehung erretten kann („you could do so much better“). Hitverdächtig ist die Nummer allemal, der Rhythmus überträgt sich vom Fuß aufs Parkett, und die kleine Blonde ist stimmlich erstaunlich gut dabei. Eigentlich ein würdiger Nachfolger zu „Sk8er Boi“.“

### Preise
| Jahr | Preisverleihung                                   | Auszeichnung                                  | Ergebnis  |
| ---- | ------------------------------------------------- | --------------------------------------------- | --------- |
| 2007 | MuchMusic Video Awards                            | International Video of the Year by a Canadian | Gewonnen  |
| 2007 | MuchMusic Video Awards                            | People’s Choice: Favourite Canadian Artist    | Gewonnen  |
| 2007 | MTV Video Music Awards                            | Monster Single of the Year                    | Nominiert |
| 2007 | Los Premios MTV Latinoamérica                     | Song of the Year                              | Gewonnen  |
| 2007 | MTV Europe Music Awards                           | Most Addictive Track                          | Gewonnen  |
| 2007 | Oye awards                                        | Best International Song                       | Nominiert |
| 2007 | Planeta Awards                                    | Pop/Hip Hop Song of the Year                  | Nominiert |
| 2007 | Teen Choice Awards                                | Choice Music Single                           | Gewonnen  |
| 2007 | TMF Awards (Belgium)                              | Best Video: International                     | Nominiert |
| 2007 | Virgin Media Music Awards                         | Best Track                                    | Nominiert |
| 2007 | Chart Attack’s 13th Annual Year-End Readers’ Poll | Best Song                                     | Nominiert |
| 2007 | Chart Attack’s 13th Annual Year-End Readers’ Poll | Best Video                                    | Nominiert |
| 2008 | Japan Gold Disc Award                             | Mastertone of the Year                        | Gewonnen  |
| 2008 | Japan Gold Disc Award                             | Single Track of the Year (mobile)             | Gewonnen  |
| 2008 | Juno Awards                                       | Single of the Year                            | Nominiert |
| 2008 | MTV Asia Awards                                   | Best Hook Up                                  | Nominiert |
| 2008 | MTV Video Music Awards Japan                      | Best Pop Video                                | Gewonnen  |
| 2008 | MTV Video Music Awards Japan                      | Best Karaoke Song                             | Nominiert |
| 2008 | MuchMusic Video Awards                            | MuchMusic.com Most Watched Video              | Nominiert |
| 2008 | Imperio Music Awards                              | Song of the Year                              | Gewonnen  |
| 2008 | Imperio Music Awards                              | Best Pop Video                                | Gewonnen  |
| 2008 | Myx Music Awards                                  | Favorite International Music Video            | Nominiert |
| 2008 | Nickelodeon Kids’ Choice Awards                   | Favorite Song                                 | Gewonnen  |
| 2008 | Socan Awards                                      | Best Pop Song                                 | Gewonnen  |
| 2008 | TRL Awards                                        | Best Number One                               | Nominiert |
| 2008 | Capricho Awards                                   | Best Video at YouTube                         | Nominiert |
| 2012 | VEVOCertified Awards                              | 200.000.000 Views                             | Gewonnen  |

## Kommerzieller Erfolg

### Chartplatzierungen
| ChartsChartplatzierungen       | Höchstplatzierung | Wochen |
| ------------------------------ | ----------------- | ------ |
| Deutschland (GfK)              | 3 (19 Wo.)        | 19     |
| Kanada (MC)                    | 1 (53 Wo.)        | 53     |
| Österreich (Ö3)                | 1 (27 Wo.)        | 27     |
| Schweiz (IFPI)                 | 3 (25 Wo.)        | 25     |
| Vereinigte Staaten (Billboard) | 1 (24 Wo.)        | 24     |
| Vereinigtes Königreich (OCC)   | 2 (28 Wo.)        | 28     |

| ChartsJahrescharts (2007)      | Platzierung |
| ------------------------------ | ----------- |
| Deutschland (GfK)              | 25          |
| Österreich (Ö3)                | 11          |
| Schweiz (IFPI)                 | 29          |
| Vereinigte Staaten (Billboard) | 12          |
| Vereinigtes Königreich (OCC)   | 20          |

| ChartsJahrescharts (2000–2009) | Platzierung |
| ------------------------------ | ----------- |
| Vereinigte Staaten (Billboard) | 94          |

### Auszeichnungen für Musikverkäufe
| Land/Region                  | Auszeichnungen für Musikverkäufe (Land/Region, Auszeichnung, Verkäufe) | Verkäufe   |
| ---------------------------- | ---------------------------------------------------------------------- | ---------- |
| Australien (ARIA)            | 4× Platin                                                              | 280.000    |
| Belgien (BRMA)               | Gold                                                                   | 25.000     |
| Brasilien (PMB)              | Platin                                                                 | 60.000     |
| Dänemark (IFPI)              | Gold                                                                   | 45.000     |
| Deutschland (BVMI)           | Gold                                                                   | 150.000    |
| Italien (FIMI)               | —                                                                      | 25.000     |
| Japan (RIAJ)                 | 3× Platin + · Diamant (Ringtone)                                       | 1.750.000  |
| Kanada (MC)                  | 4× Platin + · 2× Platin (Ringtone)                                     | 400.000    |
| Neuseeland (RMNZ)            | Platin                                                                 | 30.000     |
| Österreich (IFPI)            | Gold                                                                   | 15.000     |
| Vereinigte Staaten (RIAA)    | 7× Platin · + Platin (Mastertone)                                      | 8.000.000  |
| Vereinigtes Königreich (BPI) | Platin                                                                 | 600.000    |
| Insgesamt                    | 4× Gold · 24× Platin · 1× Diamant ·                                    | 11.380.000 |

Hauptartikel: Avril Lavigne/Auszeichnungen für Musikverkäufe